# Mistrovství světa v letech na lyžích 1996
Mistrovství světa v skocích na lyžích se v roce 1996 konalo 11. února v rakouském Bad Mitterndorfu na tamním mamutím můstku Kulm.

## Výsledky
| *                | Sportovec                | Skok | Body | Celkem |
| ---------------- | ------------------------ | ---- | ---- | ------ |
| Zlatá medaile    | Andreas Goldberger       |      |      | 738,1  |
| Stříbrná medaile | Janne Ahonen             |      |      | 734,2  |
| Bronzová medaile | Franc Urban              |      |      | 701,7  |
| 4                | Jens Weissflog           |      |      | 696,3  |
| 5                | Christof Duffner         |      |      | 686,0  |
| 6                | Ari-Pekka Nikkola        |      |      | 684,6  |
| 7                | Espen Bredesen           |      |      | 671,2  |
| 8                | Eirík Halvorsen          |      |      | 668,6  |
| 9                | Jakub Sucháček           |      |      | 655,2  |
| 10               | Džinja Nišikata          |      |      | 653,3  |
| 11               | Andreas Widhölzl         |      |      | 652,5  |
| 12               | Roar Ljøkelsøy           |      |      | 651,4  |
| 13               | Reinhard Schwarzenberger |      |      | 651,3  |
| 14               | Adam Małysz              |      |      | 650,6  |
| 15               | František Jež            |      |      | 644,7  |
| *                | /                        | /    | /    | /      |
| 21               | Jakub Jiroutek           |      |      | 619,5  |
| 35               | Michal Doležal           |      |      | 405,0  |